# Окунева, Татьяна Васильевна
Татьяна Васильевна Окунева (15 марта 1916 — 27 июня 1991 год) — передовик советского сельского хозяйства, старший чабан Московского племовцесовхоза Усть-Абаканского района Хакасской автономной области, Герой Социалистического Труда (1966).

## Биография
Родилась в 1916 году в улусе Аев, ныне Аскизского района Хакасии в семье хакасского крестьянина.   
В 1930 году трудоустроилась в образованный хакасский совхоз «Овцевод», в том же году стала чабаном. Перед самым началом Великой Отечественной войны окончила курсы осеменатора и стала совмещать работу чабана с этим направлением в животноводстве.  
Постоянно добивалась высоких производственных показателей. От 100 овцематок ей удавалось получить и сохранить по 120-130 ягнят, что являлось рекордом для Хакасии. Настриг шерсти тоже с каждым годом увеличивался.   
21 января 1966 года представлена на соискание звания Героя Социалистического Труда решением № 27 заседания бюро Красноярского крайкома КПСС. Указом Президиума Верховного Совета СССР от 22 марта 1966 года за получение высоких показателей в сельском хозяйстве и рекордные показатели в животноводстве Татьяне Васильевне Окуневой было присвоено звание Героя Социалистического Труда с вручением ордена Ленина и медали «Серп и Молот».
Продолжала трудиться в хозяйстве, показывала высокие производственные результаты. В 1970 году настриг шерсти достиг 4,3 килограмма от каждой овцы. В этом же году вышла на заслуженный отдых. 
Проживала в селе Московское. Умерла 27 июня 1991 года.

## Награды
За трудовые успехи была удостоена:
- золотая звезда «Серп и Молот» (22.03.1966)
- орден Ленина (22.03.1966)
- другие медали.